# كارل بيورك
كارل بيورك (بالسويدية: Carl Björk)‏ (4 فبراير 1992 في السويد - ) هو لاعب كرة قدم سويدي في مركز الهجوم. لعب مع نادي أوليسوند ونادي براغي ونادي يورغوردينس ونادي فيستيروس ‏ وBrattvåg IL ‏ ونادي جونكوبينغ سودرا ‏.

## وصلات خارجية
- كارل بيورك على موقع اتحاد السويد (السويدية)
- كارل بيورك على موقع قاعدة بيانات كرة القدم.إي يو (الإنجليزية)
- كارل بيورك على موقع Soccerway.com (الإنجليزية)